# Cmentarz wojenny nr 118 – Staszkówka
Cmentarz wojenny nr 118 – Staszkówka – zabytkowy cmentarz z I wojny światowej znajdujący się we wsi Staszkówka w województwie małopolskim, w powiecie gorlickim, w gminie Moszczenica. Jest jednym z 400 zachodniogalicyjskich cmentarzy wojennych zbudowanych przez Oddział Grobów Wojennych C. i K. Komendantury Wojskowej w Krakowie. W IV okręgu Łużna cmentarzy tych jest 27.
Usytuowany jest na szczycie wzgórza Mentlówka (438 m) w Staszkówce. Ma powierzchnię 3520 m². Pochowanych jest na nim 439 żołnierzy armii niemieckiej, 281 armii austriackiej i 43 rosyjskiej. Na cmentarzu znajduje się 40 mogił masowych, 8 zbiorowych – rzędowych i 209 pojedynczych.

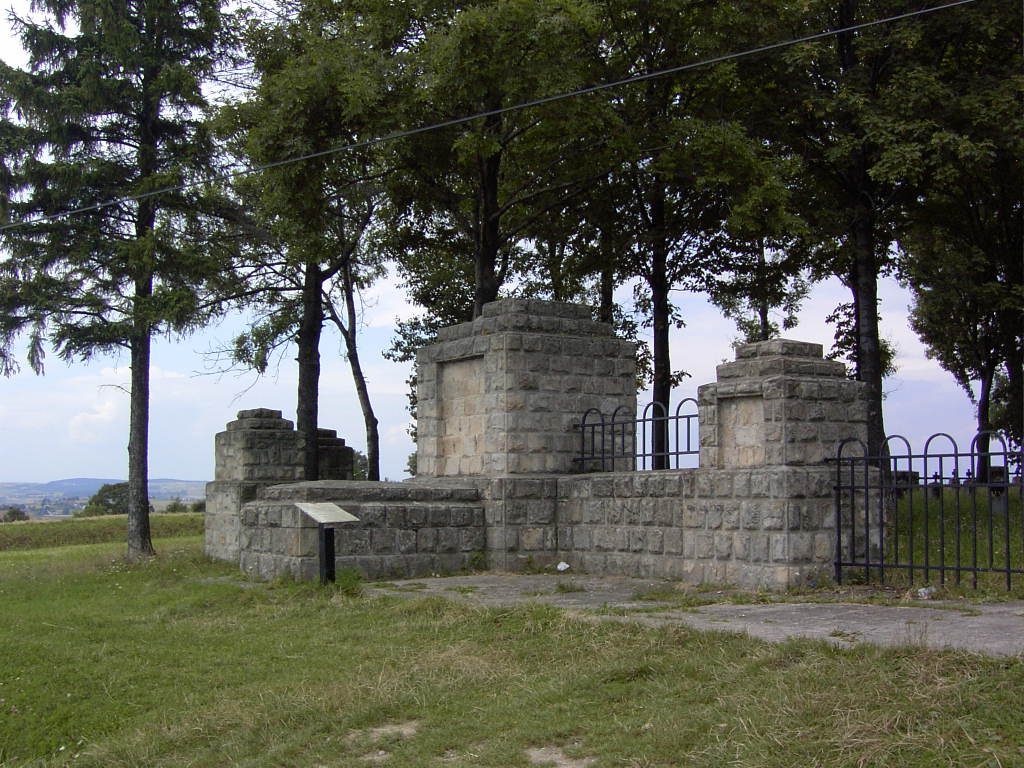
Widok na bramę cmentarza

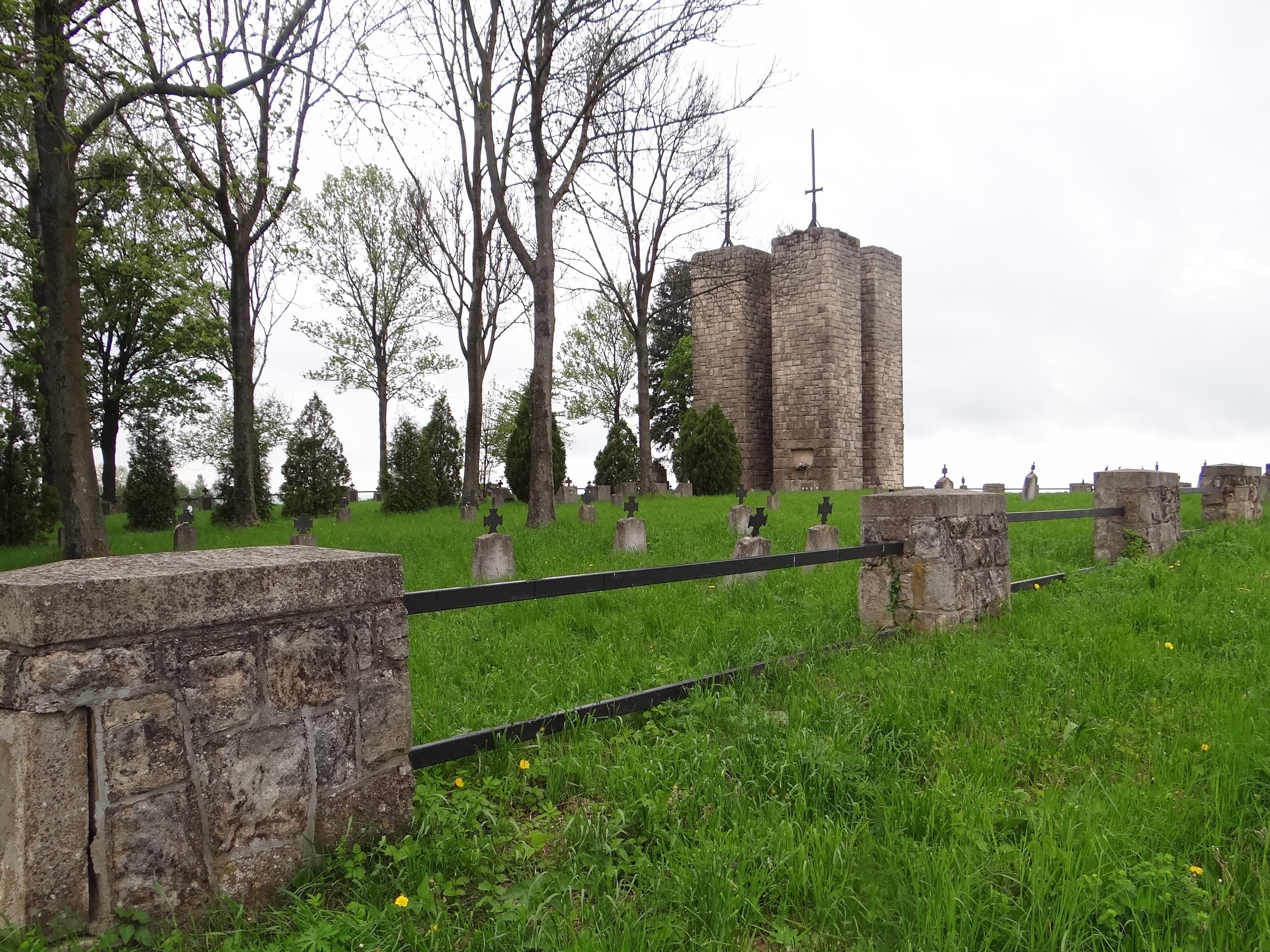
Fragment cmentarza z pylonami

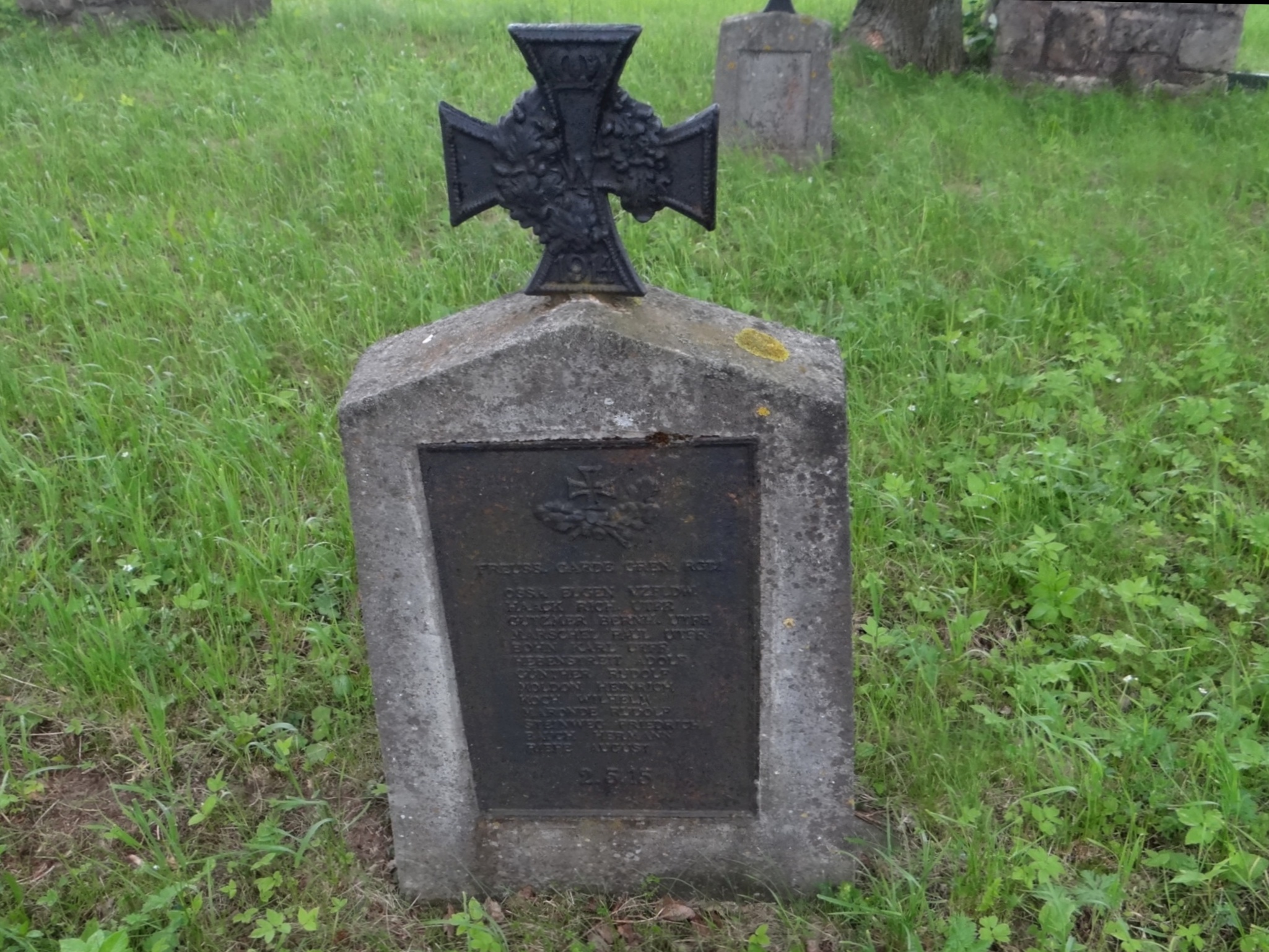
Jedna ze stel

## Opis cmentarza
Projektantem pól grobowych, ogrodzenia oraz twórcą nagrobków był niemiecki sierżant saperów, Anton Müller, pracujący pierwotnie na terenie IV Łużniańskiego Okręgu Cmentarnego, a począwszy od 1917 r. – VI Tarnowskiego. Projektantem pylonów jest rzeźbiarz i medalier niemiecki – prof. Hermann Kurt Hosaeus (1875–1958).
Betonowe nagrobki zwieńczone są żeliwnymi krzyżami, o kształtach odpowiadających armijnej przynależności pochowanych.
Najbardziej reprezentatywną częścią cmentarza jest pomnik centralny złożony z czterech kamiennych, piętnastometrowych pylonów. Do pylonów prowadzi główna alejka cmentarna. Nad dwoma pylonami górują stylizowane miecze. Pierwotnie projekt zakładał istnienie czterech mieczy. Nieobecność tych elementów architektury, podobnie jak brak kamiennego gzymsu okapowego, tablic inskrypcyjnych oraz dwudzielnej nadbudowy wynika z przerwania wszystkich prac budowlanych w przededniu rozpadu monarchii habsburskiej, w październiku 1918 r.

## Inspiracje
Istnieją przynajmniej dwa rozwiązania architektoniczne, do których Hermann Kurt Hosaeus nawiązał przy budowie Cmentarza nr 118. Jednym z nich jest zaprojektowany przez Brunona Schmitza Völkerschlachtdenkmal, wzniesiony w 1913 r. na przedpolach Lipska, dla upamiętnienia setnej rocznicy Bitwy Narodów. Innym rozwiązaniem, które również było dziełem Schmitza, a mogło zainspirować Hoseausa jest Kyffhäuserdenkmal, wzniesiony w latach 1890–1896 u podnóża gór Harzu, wyrażający cześć i uwielbienie, jakie naród niemiecki żywił dla pierwszego cesarza zjednoczonej Rzeszy, Wilhelma I. W odróżnieniu od tych dwóch rozwiązań, cmentarz w Staszkówce nie jest wyłącznie pomnikiem wojennym. Łączy w spójną całość monument z otaczającym go cmentarzem. Takie rozwiązanie określane jest w literaturze fachowej mianem Kriegerdenkmal (niekiedy Kriegerfriedhof).